# Abarrots Altolagirre Inda
Abarrots Altolagirre Inda (Fuenterrabía, Guipúzcoa, 13 de octubre de 1971) es un historietista español.

## Biografía
Colabora en las revistas "TMEO", "Cáñamo" y "Geu Gasteiz" gracias a personajes como Los Euskalorros, El Ché de barra o El bar Perico. En 1999 publicó un álbum en la colección TMEO: "Tres sin raya" (junto a otros dos autores: Roger y Piñata).
Después de publicar su primer libro en solitario: "Planeta fumeta" le llegó el turno al libro de sus personajes más populares, Los Euskalorros: "liando pollos", aventuras en el mundial de fútbol con el comando chacho-terrorista. Aba dibuja para Plástico Fantástico un diseño para incondicionales de los Euskalorros.

## Obra
| Años | Título                                   | Tipo                      | Publicación                                          |
| ---- | ---------------------------------------- | ------------------------- | ---------------------------------------------------- |
| 1999 | Tres en raya                             | Álbum de cómic, colectivo | Ezten Kultur Taldea, colección Álbumes TMEO, núm. 14 |
| 2004 | Planeta fumeta                           | Álbum de cómic            | La cañamería global                                  |
| 2006 | Euskalorros en el mundial de fútbol      | Álbum de cómic            | Ezten Kultur Taldea                                  |
| 2009 | Euskalorros, Hijos del speed             | Álbum de cómic            | COL. TMEO 039                                        |
| 2011 | Dr. Puntofly: como no cultivar marihuana | Álbum de cómic            | La cañamería global                                  |
| 2015 | Se nos va la sandía                      | Álbum de cómic            | COL. TMEO 046                                        |